# 莫尔多加齐·托科巴耶夫
莫尔多加齐·托科巴耶夫（俄语：Молдогазы Токобаев；1905年2月27日—1974年5月21日），吉尔吉斯族，苏联党和国家领导人、文学家。曾任吉共（布）中央第三书记，贾拉拉巴德州、塔拉斯州委第一书记，吉尔吉斯苏维埃社会主义共和国最高苏维埃主席团主席等职务。

## 生平
- 1905年2月14日（格里历：2月27日）出生于七河州托鲁艾吉尔村的一个农民家庭。幼时父母双亡，在孤儿院长大。1926年毕业于当地农学院。
- 1926年-1929年，共青团吉尔吉斯自治社会主义苏维埃共和国卡拉科尔区、纳伦区委执行书记。1928年加入联共（布）。
- 1929年-1931年，东方劳动者共产主义大学学习。
- 1931年-1933年，联共（布）科奇科尔区委员第一书记。
- 1933年-1936年，萨卡尔达机器和拖拉机站政治部负责人、联共（布）吉尔吉斯自治社会主义苏维埃共和国列宁区委第一书记。
- 1936年-1937年，《红色吉尔吉斯报》执行主编兼吉尔吉斯苏维埃社会主义共和国作家联盟执行书记。
- 1937年-1941年11月，吉尔吉斯爱乐乐团总指挥。期间，1938年-1940年，吉共（布）贾拉拉巴德州委第一书记。
- 1941年11月-1944年3月，吉共（布）中央第三书记。
- 1943年3月-1945年11月，吉尔吉斯苏维埃社会主义共和国最高苏维埃主席团主席。
- 1945年11月-1948年，吉共（布）塔拉斯州委第一书记。
- 1948年-1949年，吉共（布）中央机关部部长。
- 1949年-1953年，吉尔吉斯苏维埃社会主义共和国广播委员会主席。
- 1953年-1957年，《苏维埃吉尔吉斯报》负责人。
- 1957年起退休。
- 1974年5月21日与伏龙芝逝世，享年69岁。葬于阿拉阿尔查公墓。

托科巴耶夫是第2届苏联最高苏维埃民族院代表。

## 功绩
托科巴耶夫是吉尔吉斯书面文学的奠基人之一，也是吉尔吉斯斯坦最早的剧作家之一。他在20年代中期开始了他的文学活动。自1924年以来，他与第一份吉尔吉斯语报纸 Svobodnye Gory(Erkin-Too)合作。第一首诗于1924年发表。第一本诗集于1931年在莫斯科出版。在他的诗歌中，他歌颂了新社会、爱国主义和吉尔吉斯人民的劳动。
1927年，他创作了话剧《悲伤的卡克伊》—吉尔吉斯第一部以女性命运为题材的戏剧，这为吉尔吉斯语歌剧的发展奠定了基础。

## 作品
- 诗集《我们是列宁格勒的朋友》（1946）
- 诗集《春天来了》（1957）等

## 荣誉
- 列宁勋章
- 两次荣誉勋章
- 劳动优秀奖章